# Олімпіус інферно
«Олімпіус інферно» (рос. Олимпиус инферно) — російський військовий пропагандистський бойовик з елементами драми 2009 р. про збройний конфлікт у Південній Осетії. Перший у світі художній фільм на цю тему, знятий в стислі терміни і випущений у прокат через півроку після конфлікту. Назва фільму відноситься до вигаданого типу нічного метелика «Олімпіус інферно», який за сюжетом розшукують у Південній Осетії американський ентомолог і російська журналістка. 
Назву «Олімпіус інферно» придумав режисер Ігор Волошин. Інтернет-блогери дали фільму альтернативну назву «Олімпійське Пекло» (ґрунтуючись на тому, що слово inferno з італійської перекладається як Пекло (лат. Infernus), і на те, що період конфлікту припав на Літні Олімпійські ігри 2008).
Прем'єра відбулася на Першому каналі 29 березня 2009 р. в 21:45, проте, ще за десять днів до цього, 19 березня, фільм випущений на DVD компанією «Мьюзик-Трейд».

## Сюжет
Фільм починається з розмови якихось «режисера» і «сценариста»: сценарист каже режисерові, що у нього є «сильний» сюжет для зняття художнього фільму про війну в Південній Осетії, який ґрунтується на розповіді однієї пари, з якою він зустрівся за три дні до початку війни. Далі йде «фільм у фільмі», що оповідає сам сюжет, який пропонує сценарист.
Майкл — молодий ентомолог російського походження із США. Женя — молода журналістка з Росії. Колись вони разом вчилися в школі і тепер обидва їдуть до Південної Осетії: Майкл — для того, щоб зняти фільм про рідкому вигляді нічних метеликів «Олімпіус Інферно» (Olympius Inferno), Женя — на прохання батька Майкла, щоб доглянути за молодою людиною, а заодно зробити репортаж для курсової. Коли вони приїжджають до Південної Осетії, місцеві жителі, один з яких Ахсар, що погодився стати провідником мандрівників, обговорюють останню новину: грузини виїжджають з села з речами. Вони приходять до думки, що найближчим часом в селі щось станеться. Однак осетини не намагаються вжити якихось заходів, тим більше після того, як по телебаченню показують звернення президента Грузії Михайла Саакашвілі, який говорить, що Південна Осетія не піддасться ніякому нападу. Дія відбувається увечері 7 серпня 2008 року.
Женя і Майкл встановлюють у заповіднику спеціальні камери нічного бачення. Коли пізно ввечері вони майже завершують роботу, їх схоплюють грузинські війська, прийнявши за шпигунів. Завдяки втручанню американського офіцера грузини з'ясовують, що Майкл не росіянин, а американець. Його відпускають, але він вимагає відпустити Женю, кажучи, що вона його наречена. У цей час грузинські танки висуваються на дорогу, що веде в Цхінвалі. На питання Майкла про те, що відбувається, американець відповідає: «Операція по наведенню конституційного порядку в країні». Женя і Майкл тікають з розташування грузинських військ і повертаються в підсобний вагончик, в якому знаходиться записувальне обладнання. Переглядаючи записи, вони виявляють запис польоту того самого метелика, але крім цього, інші камери записали наступ грузинських військ і обстріл Цхінвалі. Вони витягують жорсткий диск із записами камер, а все обладнання, в тому числі ноутбук з копією запису, ховають у сусідній зруйнованій будівлі церкви. Вирішивши за допомогою Ахсара дістатися до миротворців, Женя і Майкл стають свідками того, як грузинські солдати вриваються в будинок Ахсара, а їх командир, капітан контррозвідки Вахо (який бачив Женю і Майкла на миротворчому посту напередодні війни, коли, замаскувавшись під мирного жителя, привіз миротворцям овочі і вино, і який наказав затримати Женю і Майкла), важко ранить Ахсара з пістолета. Молоді люди розуміють, що грузини оголосили на них «полювання», вважаючи шпигунами. Женя і Майкл ховаються в селі, яке руйнують грузинські солдати за підтримки БТР-80, на ґанку одного з будинків, в якому по телевізору показують заяву Дмитра Медведєва про початок війни в Південній Осетії. Після цього Женя і Майкл вирішують добиратися до Цхінвалі до російських миротворців. По дорозі в місто вони зустрічаються з біженцями, які говорять, що Цхінвалі бомблять. Серед біженців є хлопець Габо, який приєднується до пари, коли шляхи Жені та Майкла з біженцями розходяться. Вони бачать на дорозі машину з журналістами (як потім виявляється, американськими), але коли підходять ближче, чують, що журналісти записують репортаж, в якому повідомляють, що Росія напала на Грузію. Тоді Женя каже журналістам, що у неї є докази того, що це Грузія напала на Південну Осетію. У відповідь на це журналісти просять дати їм диск із записами для того, щоб вони могли переконатися, що Женя не бреше. Після перегляду грузинський солдат, що супроводжує журналістів, захоплює Женю і Майкла, а кореспондент повідомляє їм, що ведеться «інформаційна війна» і країни Америки та Європи повинні думати, що це Росія напала на Грузію. Але тут Габо знешкоджує солдата, після чого всі троє сідають у машину журналістів і їдуть в Цхінвалі, видавши себе за репортерів, а Габо — за грузинського солдата-водія.
Однак їх супроводжує невдача: миротворчий пост на тій стороні Цхінвалі, до якої вони під'їжджають (той самий, на якому вони зустрілися напередодні і на якому бачили Вахо), захоплений грузинськими військовиками. Командир грузин вірить їм, але у нього наказ — журналістів поки не пускати: у місті ще йде бій. Женю і Майкла відводять у барак, Габо залишається в машині. У цей час військовим дзвонить Вахо, який вже оголосив «полювання» на Женю і Майкла. Ті розуміють, що їх розкрили. Габо, теж зрозумівши це, подає сигнал друзям, відкриває вогонь по грузинських військовикам і гине в перестрілці, встигнувши вбити одного з них. Майклу і Жені, що скористалися метушнею, вдається втекти. Опинившись у Цхінвалі, вони потрапляють під обстріл і бомбардування, ледь не потрапляють в руки солдат Вахо, від яких їх прикривають ополченці, і ховаються в одному з притулків, куди їх приводять місцеві жителі — мати з двома хлопчиками, один з яких отримує осколкове поранення в горло прямо на вході в притулок. Женя згадує, що Майкл кілька років відучився в медичному інституті, проте той відмовляється допомагати хлопчику — у Майкла гемофобія, і при вигляді крові він попросту непритомніє. Оскільки в притулку немає навіть елементарних медикаментів, а найближча аптека знищена «Градами», то Женя, ризикуючи життям, біжить до карети «швидкої допомоги» і назад. Майкл все-таки «оперує» хлопчика і витягує осколок з горла, але дитину потрібно терміново доставити в лікарню, інакше вона довго не проживе через втрату крові. Наступного ранку по смартфону Майкла вони бачать повідомлення про візит Володимира Путіна до Владикавказа, де біженці розповідають йому про звірства грузинських військ, зокрема, давивших танками мирних жителів, а потім — звернення Дмитра Санакоєва, який повідомляє про те, що грузинські війська відкривають «гуманітарний коридор» з метою дозволити цивільним покинути місто. Женя, Майкл і кілька місцевих жителів приймають рішення везти хлопчика в російський військовий госпіталь. Вони добираються до машини швидкої допомоги і вирушають в дорогу. Однак «коридор» виявляється пасткою, організованою Вахо з метою захопити Майкла і Женю при спробі покинути місто.
На Зарській дорозі машину зупиняють грузинські військові. В їх числі і Вахо, який вимагає від Жені віддати йому диск. Женя бреше, що у них вже немає диска. Однак, коли один із солдатів витягує з машини старого, якого капітан погрожує вбити, мати пораненого хлопчика вискакує з машини і віддає диск військовим. Переглянувши диск, Вахо знищує його. Він відпускає Женю разом з осетинами, а один грузинський солдат «як би» відвозить Майкла в Тбілісі. За завданням Вахо солдат провокує Майкла на втечу: виходить з машини, навмисно залишивши ключі. Майкл викрадає УАЗик, а солдат, вистріливши в повітря, дзвонить командиру і повідомляє про втечу Майкла. Відстежуючи маршрут викраденої машини, Вахо здогадується, що на записувальному обладнанні могла залишитися копія. Майкл прямує до будівлі церкви на території заповідника, де захована копія диска, але коли він виходить назовні, його вже чекають Вахо з ординарцем, що захопили Женю в заручники. За знаком командира ординарець забирає у Майкла ноутбук, Вахо стріляє в спину Жені, але майже відразу гине від кулі Ахсара, який вистежив його з метою помститися за зруйноване грузинами село. Майкл в люті кидається на ординарця і душить його, але той встигає повідомити йому, що Женю ще можна врятувати, і разом вони відвозять її в госпіталь, зустрівши по дорозі колону російських військ, які затримали грузина. 
Проходить кілька тижнів. Майкл бере участь у випуску новин каналу SBC зі своєю нареченою (від якої вирішує піти). Майкл хоче показати запис нападу грузинських військових, проте показують тільки запис, на якому видно метелика. Ведучий висміює Майкла, і той іде зі студії. У цей час лежить у госпіталі Женя дивиться випуск російських новин, де показується фрагмент інтерв'ю Дмитра Медведєва газеті «Фігаро», зокрема, момент, коли президент заявляє про неможливість відмови від визнання незалежності Абхазії і Південної Осетії. Наступний ролик новин присвячується спробі Майкла виступити на SBC. Женя дзвонить Майклу, розпитуючи його про виступ і вітаючи з прийдешнім весіллям. Проте відразу після розмови він заходить в її палату з квітами і резервним диском, вони обнімаються і цілуються.
Після цього глядачеві знову показують «сценариста» та «режисера». «Режисер» каже, що сюжет дуже «сильний», але треба зробити так, щоб у фільмі дівчинка залишилася жива. «Сценарист» відповідає, що йому б цього теж дуже хотілося.

## Ролі
- Генрі Давид — Майкл
- Поліна Філоненко — Женя
- Вадим Цаллаті — Вахо, капітан грузинської контррозвідки. Головний антагоніст фільму
- Адгур Малія — Ахсар
- Олена Храмова — Таїра, дружина Ахсаров
- Артур Гургенян — Габо
- Венера Скверія — мати Габо
- Адгур Дженія — Віктор Андрійович, полковник-миротворець
- Сергій Сангуле — грузинський полковник
- Руслан Шакая — грузинський лейтенант
- Мартін Кук — Френсіс Аватоу, журналіст телеканалу SBC
- Анатолій Фохт — оператор
- Денис Перцхелія — водій журналістів
- Пітер Елад — капітан Адамс, американський інструктор в грузинській армії
- Нейтан Стовел — ведучий новин телеканалу SBC
- Наталія Папаскірі — співробітниця інформбюро
- Олександр Мкртчян — ординарець Вахо
- Сабіна Ахмедова — Джесіка, наречена Майкла
- Володимир Сороколіта — «режисер»
- Антон Степаненко — «сценарист»

## Виробництво
Значна частина картини знімалася в Абхазії в руїнах, що залишилися після війни 1992 р. Як масовка цивільного населення знялися жителі Сухумі і Очамчира. Грузинських солдатів зіграли військовослужбовці гірничо-стрілецького батальйону Абхазької Армії з Цебельда, російських солдатів і миротворців зображували солдати з 7-ї військової бази Гудаути.

### Версії
DVD-версія фільму коротше телевізійної десь на одну хвилину — деякі сцени коротше на кілька секунд (ближче до кінця фільму в сцені, де Женя спостерігає, як відвозять Майкла, за кадром прибрані репліки-вибачення жінки, яка видала Вахо диск). Крім цього, в телеверсії сцени з «режисером» і «сценаристом» демонструються в кольорі (на DVD вони чорно-білі), а перед фінальними титрами — фотографія Жені і напис «Присвячується всім загиблим в серпні 2008 під час подій у Південній Осетії». Самі фінальні титри в DVD-версії йдуть цілком на чорному тлі, в телеверсії — на тлі чотирьох екранів з камер нічного спостереження, на яких Майкл і Женя бачать вторгнення грузинської армії і політ метелика.
На даний момент телеверсія теж видана на DVD, але це видання ніяк не позначено (розрізняються тільки обкладинки).

### Художні особливості
Багато частин фільму побудовані на основі інформації з документального фільму «08.08.08. Війна в прямому ефірі»:
- Американські військові серед грузинських військ, розтяжки на тілах загиблих осетинів, божевільний грузин на бронетранспортері, який розстрілював автомобіль мирних жителів.
- В кінці фільму американський телеканал не дає Майклу висловити всю правду, так само як телеканал Fox News не дав виступити дівчинці-осетинці Аманді Кокоевій і її тітці.

## Нагороди
У 2009 р. фільм номінувався на п'ять ТЕФІ (фільм, жіноча роль (Поліна Філоненко), оператор (Ігор Грінякін), звукорежисер (Іван Титов) і продюсер (Олексій Кобеляцький)), але в фіналісти потрапив тільки в трьох (фільм, оператор і звукорежисер), а виграли дві (оператор і звукорежисер).

## Цікаві факти
- По ходу всього сюжету Женя знімає все, що відбувається навколо себе, на дзеркальну камеру «Nikon D300».
- Адгур Малія, який зіграв другорядного персонажа Ахсара, і Леонід Хішба, який зіграв епізодичну роль, пізніше знялися в іншому фільмі про південноосетинську війну — «Серпень. Восьмого». Тільки у Малії там роль епізодична, а у Хішби — другорядна.